# Mundur Wojska Polskiego II RP

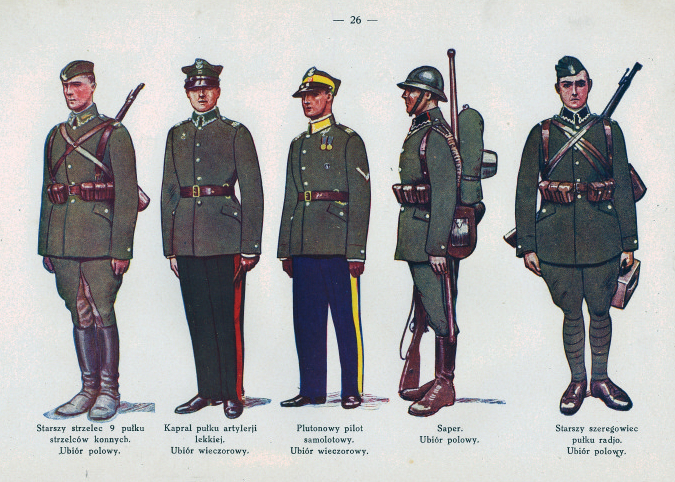
Mundury polskich żołnierzy z 1935

Mundur Wojska Polskiego w II Rzeczypospolitej – ubiór żołnierza Wojska Polskiego w II Rzeczypospolitej.
Odradzające się Wojsko Polskie przyjęło zarówno w spadku po zaborcach jak i sojusznikach różnorodne mundury. Departament Mobilizacyjno-Organizacyjny Ministerstwa Spraw Wojskowych otrzymał zadanie wypracowania wzoru jednolitego polskiego munduru wojskowego. Takim stał się mundur wz. 1919. Tenże mundur, udoskonalany i ozdabiany, stał się już w 1930 ubiorem garnizonowo-wieczorowym. Ten sam mundur po zdjęciu łapek, numerów i innych oznak, stawał się mundurem polowym.
Mimo że w innych armiach odchodzono już od bogatej kolorystyki i dodatków do kurtek i czapek polowych, w Polsce nadal upiększano mundur. Zbyt mało uwagi poświęcono wymogom praktycznym umundurowania. Dopiero od 1935 rozpoczęto przystosowanie munduru ogólnowojskowego do warunków polowych. Eliminacja wszelkich oznak i ozdób, poza oznakami stopni, obowiązywała podczas ćwiczeń w terenie. Przyjęto koncepcję unifikacji kroju mundurów dla wszystkich żołnierzy. Nie przeprowadzono jej jednak do końca.

## Geneza munduru
Zanim narodził się jednolity mundur wojska II Rzeczypospolitej, znakiem zespalającym szeregi armii było godło – orzeł na nakryciu głowy. W pierwszych latach istnienia państwa Wojsko Polskie charakteryzowało się dużą różnorodnością pod względem wyszkolenia wojskowego, zwyczajów, komend, typu umundurowania oraz oznak wojskowych. Odradzająca się w 1918 armia w szerokim zakresie wykorzystywała umundurowanie poaustriackie i poniemieckie. Jednostki przybyłe z Francji przywiozły ze sobą mundury francuskie z elementami symboliki narodowej. Oddziały tworzone na Syberii, w Odessie i Murmańsku, umundurowane były w mundury japońskie, chińskie, ale także i brytyjskie, francuskie czy rosyjskie. Realizowano również zakupy z demobilu w Wielkiej Brytanii, USA, Włoch i Francji.
Komisja Uniformowa wydała w grudniu 1918 instrukcję „Umundurowanie polowe Wojska Polskiego”, wzorowaną na legionowych przepisach mundurowych. Zachowano dawną okrągłą maciejówkę, a niemieckie kurtki spolszczono, dodając guziki z orłem. Wszyscy żołnierze, którzy służyli w Legionach przed 10 kwietnia 1918, otrzymali przywilej noszenia srebrnego wężyka na kołnierzu. Dla odróżnienia broni i służb utrzymano barwne wypustki na czapce, kurtce i płaszczu. Oprócz spodni polowych, oficerowie otrzymali prawo noszenia do ubioru wyjściowego długich, czarnych spodni z wypustką karmazynową, generałowie zaś z podwójnymi lampasami karmazynowymi, a oficerowie sztabu generalnego z amarantowymi.

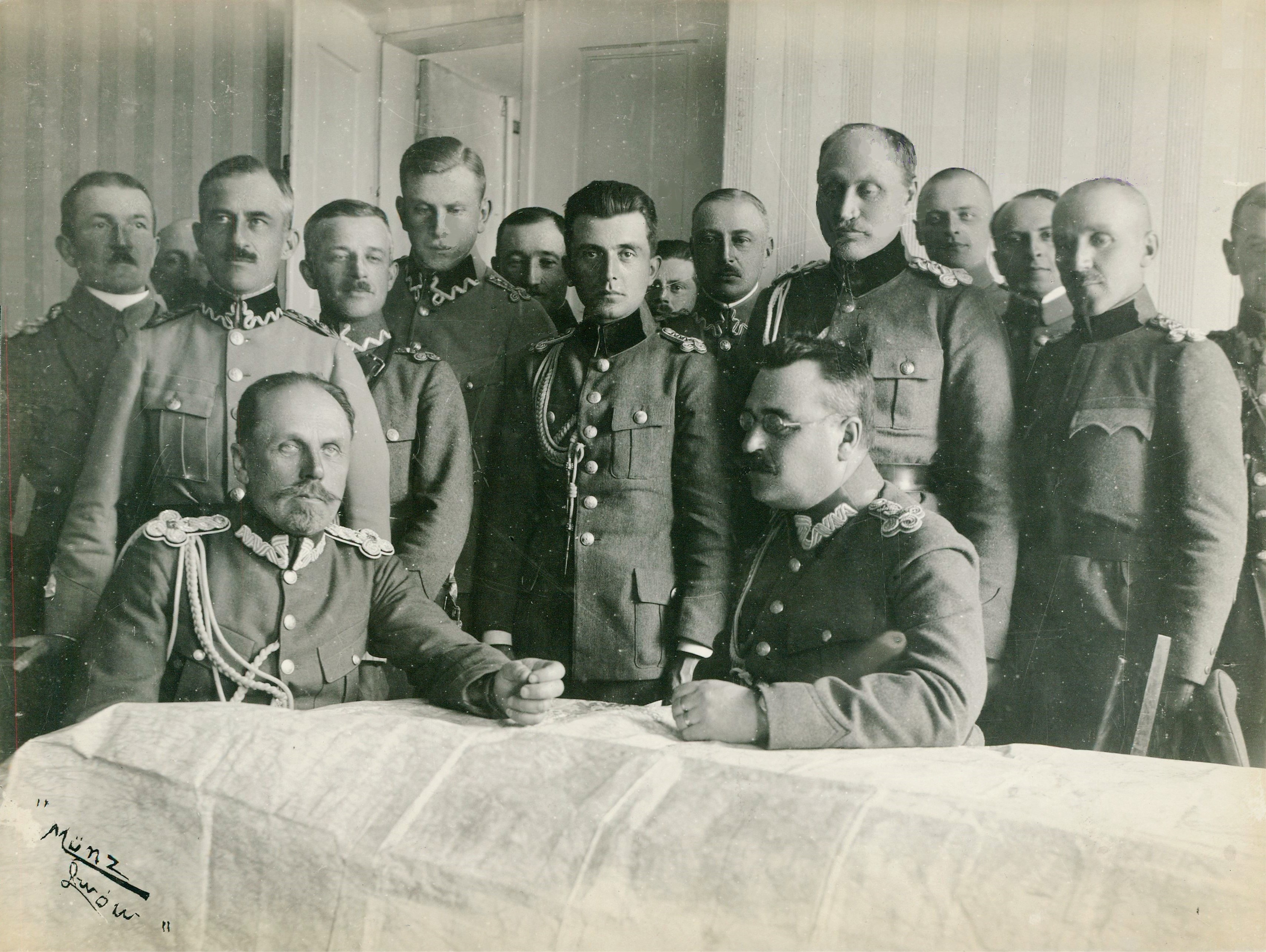
Generałowie Wacław Iwaszkiewicz-Rudoszański i Władysław Jędrzejewski z grupą oficerów sztabowych; marzec 1919.

W kawalerii i artylerii konnej pozostawiono ułankę barwy polowej bez kieszeni górnych, z dwoma rzędami guzików i ze stojącym kołnierzem. Oficerowie kawalerii nosili poza służbą amarantowe rabaty, wysokie czapki ułańskie ze srebrnymi etyszkietami i biało-metalowe pasy.
11 stycznia 1919 określono typ munduru marynarskiego i lotniczego. Dla formacji lotniczych przyjęto granatową barwę munduru z wypustkami ciemnożółtymi. Marynarka wojenna nosiła umundurowanie ogólnowojskowe z wypustkami jasnoniebieskimi.
Oddziały ochotnicze, zwłaszcza konne szwadrony wojewódzkie, starały się nawiązać do barw wojewódzkich z XVIII wieku, włączając je do otrzymywanych mundurów typu niemieckiego. Oddziały pomorskie podkreślały w oznakach mundurowych swój regionalizm. Góral, a jednocześnie oficer Legionów Polskich, płk Andrzej Galica forsował koncepcję wyróżnienia pułków strzelców podhalańskich swastyką wplecioną w gałązki jedliny – tradycyjny znak Podhala. Zamiast czapek podhalańczycy mieli nosić kapelusze z orlim piórem. Dowódca nowogródzkiego 77 pułku piechoty uzyskał dla swoich żołnierzy prawo noszenia znaku „niedźwiadka” – herbu Żmudzi.
12 października 1919 określono wzór munduru kadetów. Nawiązywał do ubiorów wojskowych doby Księstwa Warszawskiego i Królestwa Polskiego. Posiadał granatową i żółtą barwę oraz charakterystyczny krój, guziki i „półsłońce”. Rogatywka kadetów zapoczątkowała w odradzającym się Wojsku Polskim ten typ nakrycia głowy.
Widząc potrzebę integracji wojska, również w zakresie umundurowania, dowódca Armii Wielkopolskiej gen. Dowbor-Muśnicki, wystosował do Naczelnika Państwa Józefa Piłsudskiego memoriał. Zwracał w nim uwagę na pilną potrzebę opracowania jednolitego munduru, by uniknąć nieporozumień wynikających na tym tle między żołnierzami, a nawet oficerami różnych formacji.

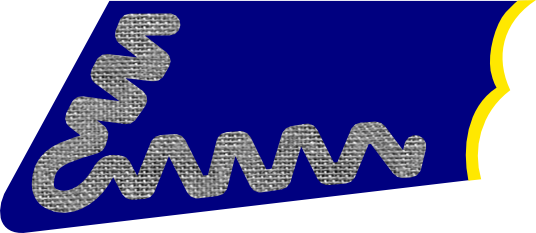
Oznaka legionowa

W maju 1919 Naczelnik Państwa rozszerzył prawo do noszenia dotychczasowej wyróżniającej oznaki legionowej na wszystkich żołnierzy Wojska Polskiego by i zewnętrznie zaznaczyć jedność, dając wyraz tej woli całego wojska do zatarcia różnic.

## Mundur wz. 1919

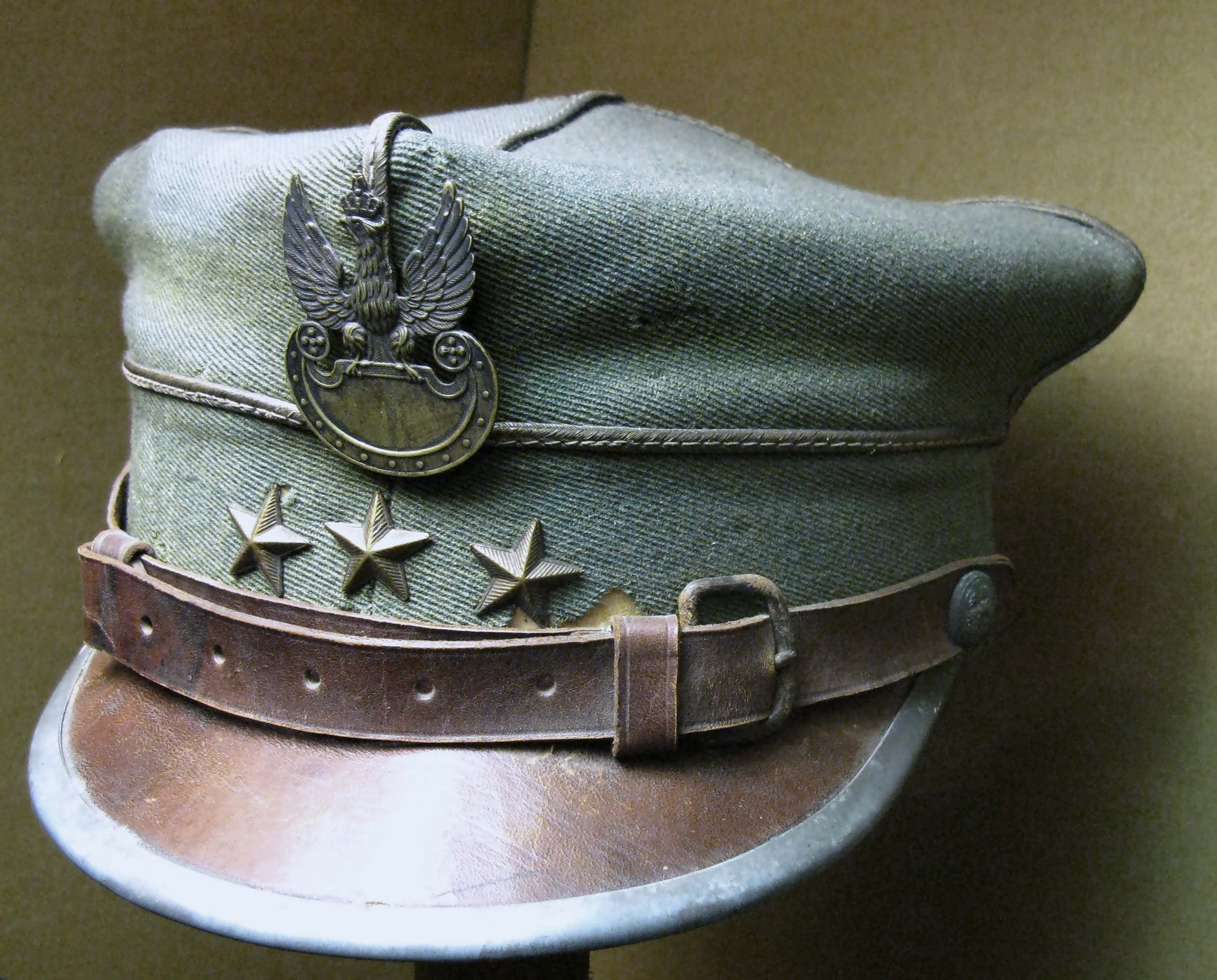
Rogatywka wzór 1919

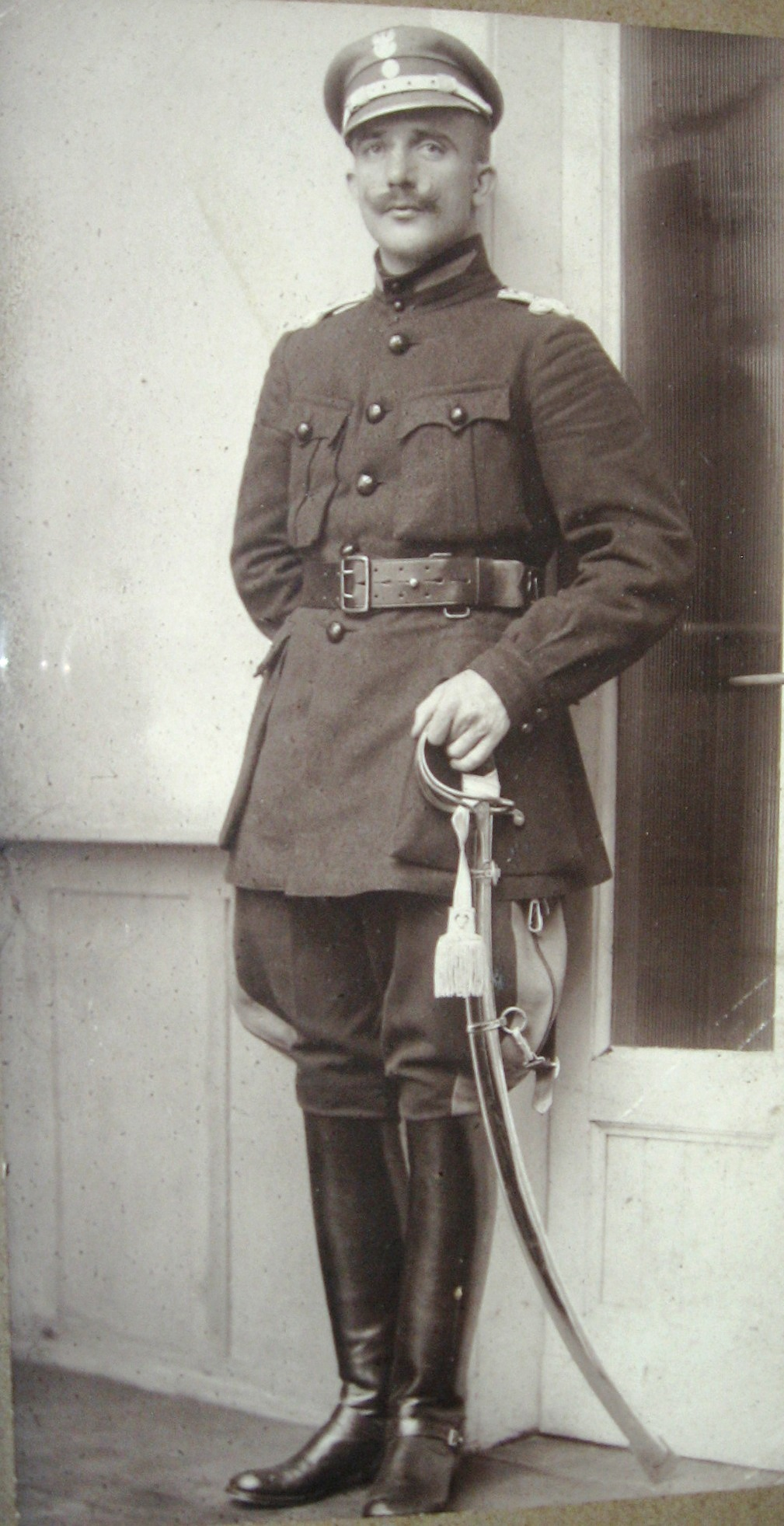
Oficer jazdy w 1920

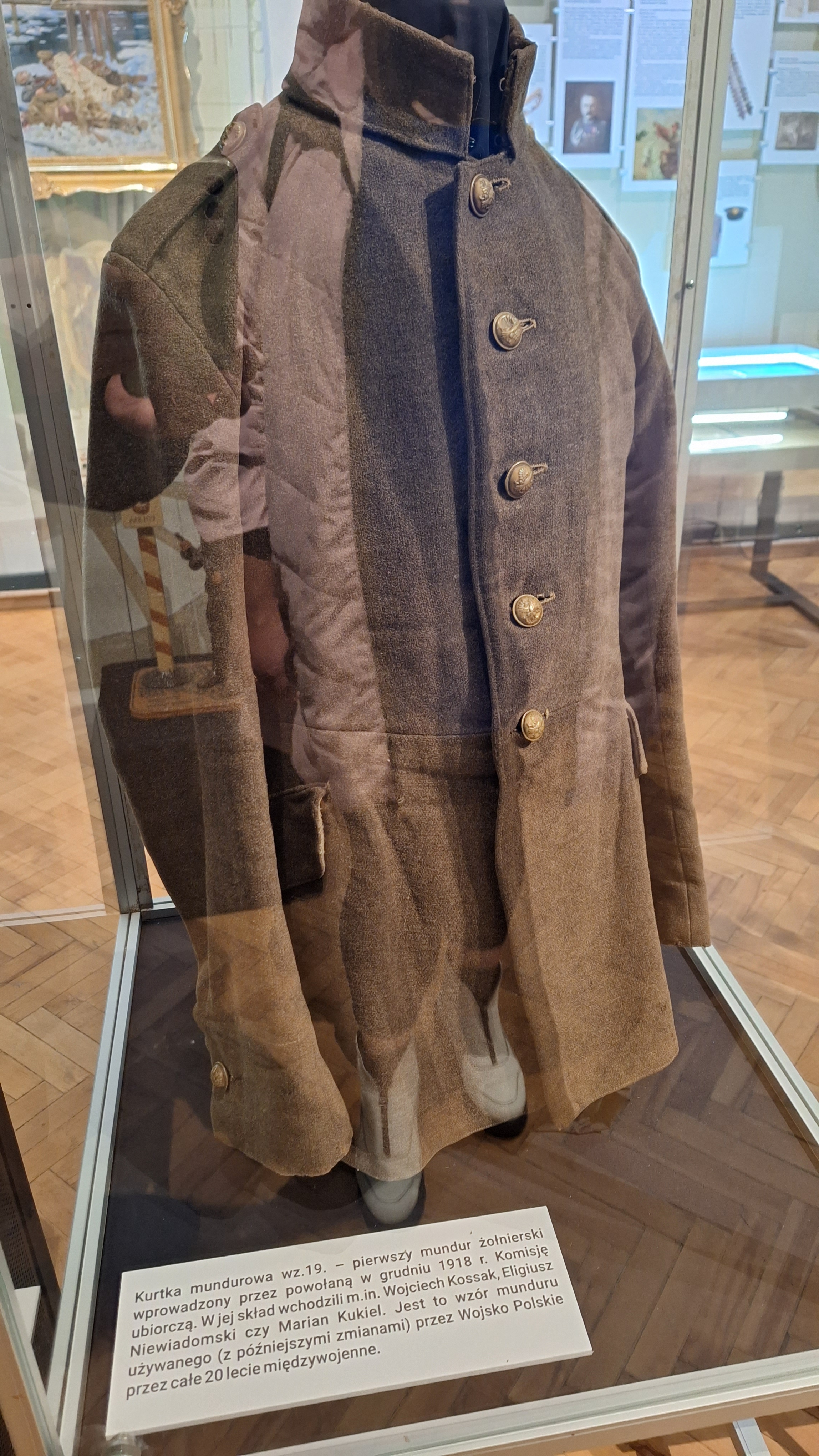
Kurtka mundurowa wz. 19/Muzeum Wojska w Białymstoku

Zagadnienia mundurowe znalazły się w gestii Departamentu Mobilizacyjno-Organizacyjnego Ministerstwa Spraw Wojskowych, a konkretnie na powołanej w grudniu 1918 Komisji Ubiorczej.
Głównym zadaniem komisji było opracowanie projektu jednolitego polskiego munduru wojskowego. W skład komisji weszli przedstawiciele Sztabu Generalnego, a jako eksperci: ppor. Mikołaj Wisznicki – malarz, autor pracy o umundurowaniu I Korpusu Polskiego w Rosji, Bronisław Gembarzewski – dyrektor Muzeum Narodowego, organizator i pierwszy dyrektor Muzeum Wojska Polskiego. Artysta malarz – rotmistrz Wojciech Kossak, historyk sztuki prof. Eligiusz Niewiadomski i prof. Kazimierz Słowiński z katedry towaroznawstwa Politechniki Warszawskiej. Później dołączył do nich historyk wojskowości płk dr Marian Kukiel.
Przyjęto zasadę, że nowy mundur nie może przypominać mundurów zaborców. Za jeden z priorytetów uznano określenie też właściwej barwy ochronnej. Trudność polegała na tym, że zarówno Niemcy, jak i Rosja wypracowali wcześniej swoje barwy o dobrych właściwościach maskujących. Latem 1918 w pobliżu stacji kolejowej w Wawrze przeprowadzono próby z mundurami prawie wszystkich armii świata. Tam zdecydowano, że mundur będzie miał barwę khaki. Co do kroju, wzorowano się na brytyjskich i francuskich kurtkach oficerskich typu frencza. Kurtki szeregowych przypominały francuskie. Ze względu na oszczędności skóry zdecydowano się w piechocie na owijacze od kostki pod kolano.
Emocje budziło też nakrycie głowy. W tym czasie w piechocie noszono czapki okrągłe „maciejówki” wzorowane na legionowych, okrągłe typu angielskiego z barwnym otokiem i daszkiem okutym metalem w kawalerii i artylerii konnej oraz rogatywki w Armii Hallera i w pułkach wielkopolskich.
Maciejówka, związaną z Legionami popierana była przez żołnierzy I Brygady Legionów. Jako tańszą popierał ją również Departament Gospodarczy MSWojsk. Rogatywka miała za sobą niezwykle silny argument tradycji wojskowej. Była ona uznawana za narodowe nakrycie głowy od XVIII wieku. Dopiero 21 września 1918, po ponownym wysłuchaniu Gembarzewskiego i Kukiela, Komisja Ubiorcza w głosowaniu opowiedziała się za wprowadzeniem rogatywki jako nakrycia głowy o typie polskim, przydającym mundurowi polowemu wyraźnego charakteru narodowego. Uzasadnienie tego wniosku zakończone zostało słowami: aby obcy na całym świecie po niej poznali Polaka.
Czapki okrągłe pozostawiono trzem pułkom szwoleżerów, a od 1924 nosiły je jednostki Korpusu Ochrony Pogranicza. Do zajęć w koszarach, w stajniach i jako podkładkę pod hełm przyjęto sukienną furażerkę.
Zarówno Komisja Ubiorcza, jak i władze wojskowe krytycznie ustosunkowały się do nadmiernego ozdabiania polowego przecież munduru kolorowymi dodatkami. Kwestię odróżniania rodzajów broni rozwiązano przy pomocy kolorowych patekna kołnierzach z wypustką odmiennej barwy.
Znakiem wyróżniającym żołnierza polskiego był też srebrny wężyk na kołnierzu będący przedłużeniem dawnej tradycji munduru Legionów Polskich: szeroki dla generałów, nieco węższy dla oficerów i wąski dla szeregowych. Do 1936 panowała w wojsku dość duża dowolność w wykonywaniu wężyków, zwłaszcza u szeregowych. Robiono je z galonu, taśmy lub wyszywano białą wełną. Przynależność do oddziału oznaczano numerami pułków na naramiennikach i literami w samodzielnych batalionach technicznych.
Początkowo oznaki stopni miały być umieszczone na naramiennikach i rękawach. Pod wpływem sugestii napływających zarówno od wojskowych, jak i od ludności cywilnej zdecydowano się na umieszczenie oznak stopni również na czapkach. Pod wpływem wzorów włoskich i francuskich, a także wykorzystując doświadczenia Armii Wielkopolskiej i Błękitnej Armii, umieszczono również oznaki stopni na mankietach rękawów

### Rodzaje ubioru
W związku z tym, że nie opracowano różnych typów mundurów, polowy mundur wojskowy w różnych konfiguracjach spełniał też funkcję ubiorów: bojowego, garnizonowego, służbowego, salonowego i codziennego.
- ubiór bojowy stosowano na terenie operacyjnym, na manewrach i na specjalny rozkaz[8].
- ubiór garnizonowy stosowano w szyku: na paradach, rewiach, na przeglądach, na wartach honorowych oraz przy pełnieniu służby garnizonowej i na specjalny rozkaz[8].
- ubiór służbowy stosowano przy meldowaniu się, przy obecności na paradach, rewiach, przeglądach i na musztrach i ćwiczeniach, przy reprezentacjach, wizytach oficjalnych, pogrzebach i mszach żałobnych[8].
- ubiór salonowy stosowano: na wizytach, obiadach i wieczorach proszonych[g], balach i rautach[h][8].
- ubiór codzienny stosowano we wszystkich wypadkach życia codziennego i podczas pracy biurowej[8].

### Zmiany w umundurowaniu w latach 20.

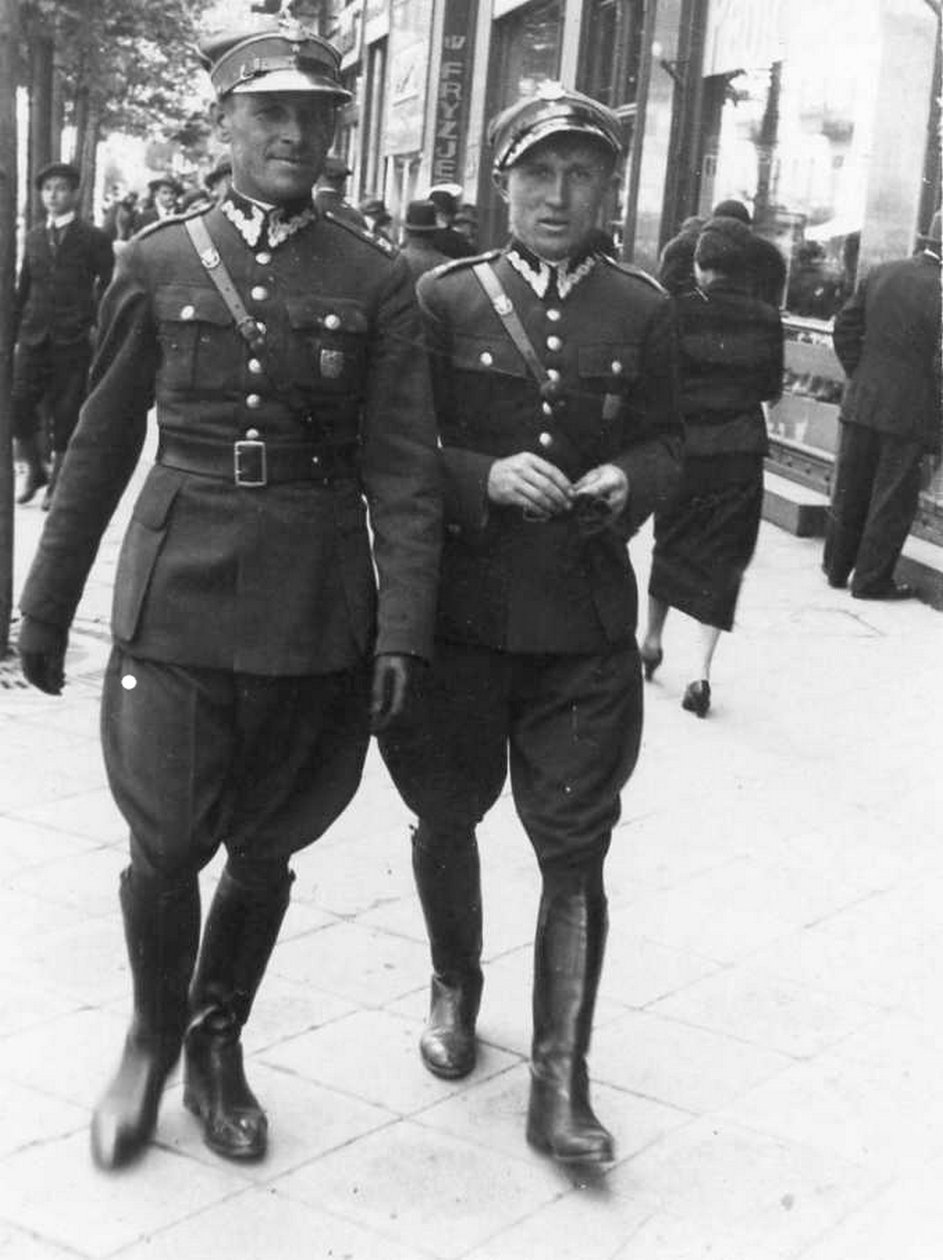
Podporucznicy piechoty w 1933

Przepisy mundurowe zawarte w instrukcji „Przepis ubioru polowego Wojska Polskiego”, a zatwierdzone dekretem z 1 listopada 1919 przez Naczelnego Wodza Józefa Piłsudskiego były wielokrotnie modyfikowane. Do czasu dużej reformy umundurowania w 1935 wymieniono prawie 50% treści instrukcji.
Były to między innymi następujące zmiany:
- zniesienie oznak stopni na rękawach kurtek i płaszczy z wyjątkiem wężyka generalskiego[11]
- ustalenie oznak kompanii przybocznej i szwadronu przybocznego prezydenta Rzeczypospolitej Polskiej
- przywrócenie barwnych proporczyków na kołnierze w broniach jezdnych[12]
- wprowadzenie oznak marszałka Polski[13]
- wprowadzenie beretów zamiast furażerek w broniach pancernych
- zmiana kształtu i barwy daszków u czapek na czarne
- przywrócenie barwnych otoków w broniach jezdnych[14]
- wprowadzenie oficerskiego płaszcza
- wprowadzenie letniej bluzy oficerskiej
- zmiana kroju kurtki oficerskiej
- wprowadzenie płaszczy skórzanych od deszczu
- wprowadzenie barwnych otoków na czapkach[15] i ciemnych spodni wieczorowych[i] oraz pasa salonowego
- zmiana wzoru guzików

## Reforma mundurowa

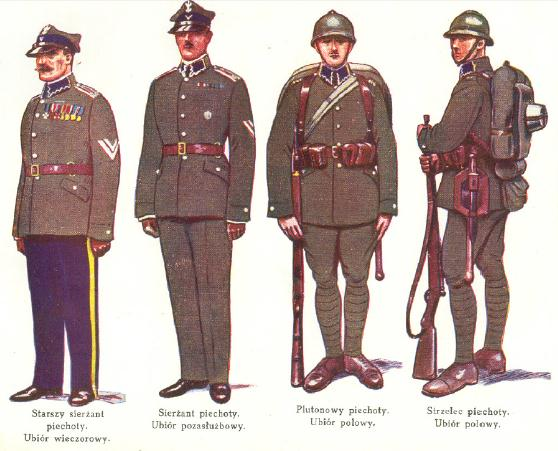
Mundury piechoty polskiej

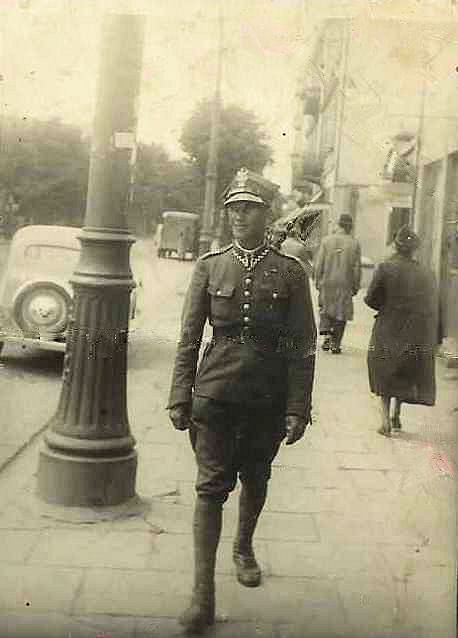
Kapral w rogatywce usztywnionej

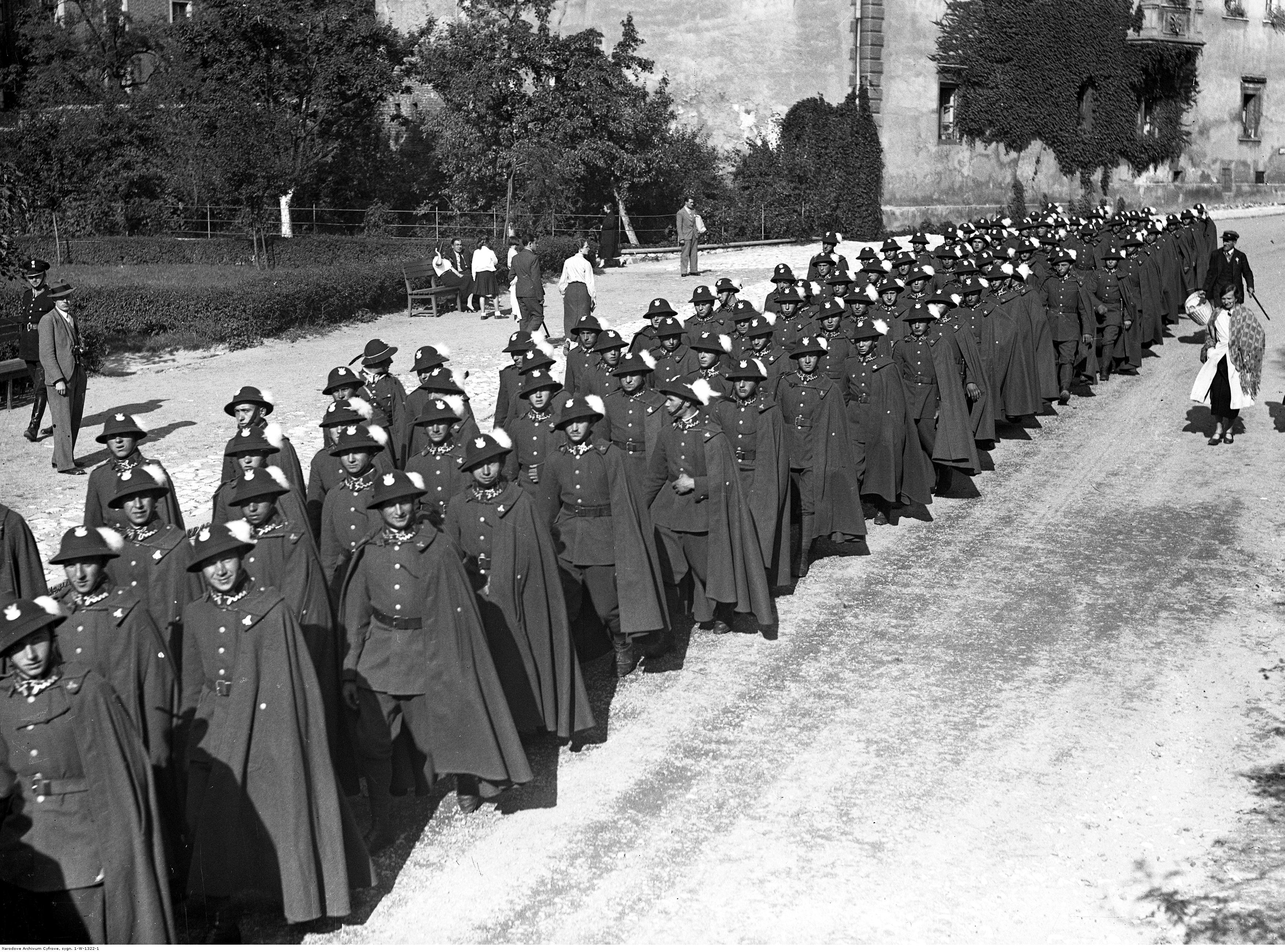
5 Pułk Strzelców Podhalańskich w marszu; 1935

W 1930 podjęto prace nad gruntowną zmianą umundurowania wojsk lądowych i lotnictwa. Powołana została kolejna Komisja Ubiorcza. Projektowane wzory przedmiotów ubioru wykonywał Instytut Techniczny Intendentury, po czym były one testowane w jednostkach liniowych.
Rezultatem prac Komisji była reforma umundurowania przeprowadzona w latach 1935–1937. Zmieniona została barwa mundurów. Ministerstwo Spraw Wojskowych zmierzało do zastąpienia rogatywek czapkami okrągłymi. Zwyciężyła jednak tradycja i rogatywka pozostała. W 1935 wprowadzono nową czapkę garnizonową. Zmieniono jej krój i kształt, denko usztywniono od wewnątrz. Zachowano przy tym przechylenie wierzchu na prawą stronę. Czapki okrągłe, z usztywnionym denkiem, pozostawiono w pułkach szwoleżerów, KOP-ie i morskim dywizjonie żandarmerii.
W 1936 wprowadzono nową kurtkę z czterema nakładanymi kieszeniami, z obniżonym kołnierzem i dwoma rozcięciami z tyłu. W kurtkach żołnierskich zastosowano nasuwki sukienne z inicjałami patrona lub numerami pułku. Nakładano je na naramienniki do ubioru garnizonowego. Wewnątrz kurtki umieszczono kieszonkę na opatrunek osobisty.
Również w 1936 wprowadzono jednorzędowy obszerny płaszcz – dłuższy dla kawalerii, krótszy dla wojsk pieszych. Płaszcze oficerskie, spięte z tyłu pętem, poza służbą wolno było nosić bez pasa. W czasie chłodów wolno było nakładać pod nie podpinki wełniane lub futrzane i ciemny futrzany kołnierz.
Obok płaszcza wprowadzono pelerynę sukienną jako okrycie na dni chłodne i pelerynę przeciwdeszczową z kołnierzem i kapturem, wykonaną z podwójnej tkaniny bawełnianej sklejonej kauczukiem. Zatwierdzono też peleryny podhalańskie dla 21 i 22 Dywizji Piechoty Górskiej. Wykonane były z identycznej tkaniny sukiennej jak peleryny oficerskie. Różniły się zapięciem na sześć guzików płaszczowych i pionowymi otworami na ręce. Były też o około dwadzieścia centymetrów krótsze od ogólnowojskowych.
Personel latający lotnictwa oraz oficerowie i podoficerowie broni pancernych otrzymali kurtki skórzane, chromowe, barwione na czarno, o długości pięciu centymetrów powyżej kolan, z kołnierzem i naramiennikami z czarnego sukna. Noszono na nich jedynie oznaki stopnia.
W 1936 przepisem uregulowano wzory wężyków noszonych na patkach kołnierzy. Wężyk generalski był haftowany szychem srebrnym, oksydowanym na stare srebro, w pięć równoległych pasków, ułożony rzadkimi załamaniami. Wężyk oficerski i chorążych był haftowany srebrem w trzy równoległe paski, ułożony w gęste załamania. Wężyk podoficerski natomiast haftowany był srebrem, tworząc jeden pasek szerokości 5 mm, ostro załamany. Szeregowcy naszywali galon szerokości 5 mm z białego metalu, oksydowanego na stare srebro.
W 1937 zaniechano używania owijaczy. Długie spodnie otrzymały wszystkie rodzaje broni i służb z wyjątkiem broni jezdnych i żandarmerii. Spodnie były spięte nad cholewką trzewika sukienną owijką. Używali ich również dowódcy plutonów.
W miejsce dotychczasowego letniego munduru drelichowego z bluzą wkładaną przez głowę i zapinaną na trzy małe guziki, w 1936 wszedł do użytku nowy typ munduru letniego o kroju zbliżonym do mundurów sukiennych, ale wykonanych z tkaniny lnianej. Oficerowie i jeźdźcy, zamiast spodni drelichowych, używali wełnianych.
W 1937 wprowadzono miękką rogatywkę sukienną z usztywnionym daszkiem wykonanym z materiału czapki, z podwójnie składanym otokiem. Krój wzorowany był na cywilnej czapce narciarskiej. Obowiązywała do ubioru polowego. W lotnictwie i broniach pancernych wprowadzono czarny beret filcowy. Furażerki donaszane były do 1939.
Zmodyfikowano też pasy oficerskie, w których sprzączki i uszka mosiężne zastąpiono wykonanymi z białego metalu oksydowanego na stare srebro.
Ze względów oszczędnościowych mundur oficerski został pomyślany tak, by nowy z haftami i ozdobami służył jako garnizonowy, a po podniszczeniu i usunięciu haftów, łapek, proporczyków oraz inicjałów jako mundur polowy.

## Mundur marynarski

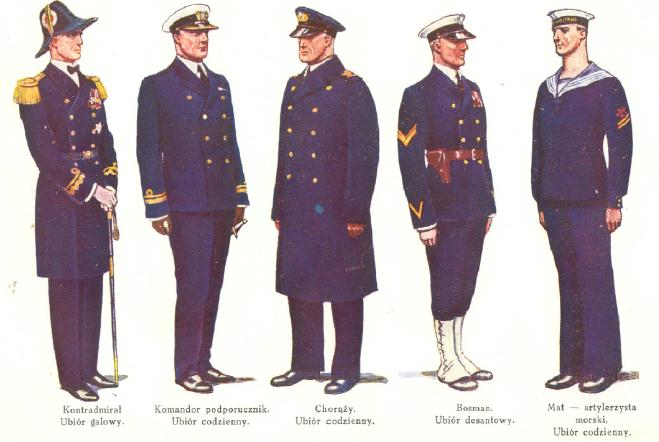
Mundury marynarzy Marynaki Wojennej II RP

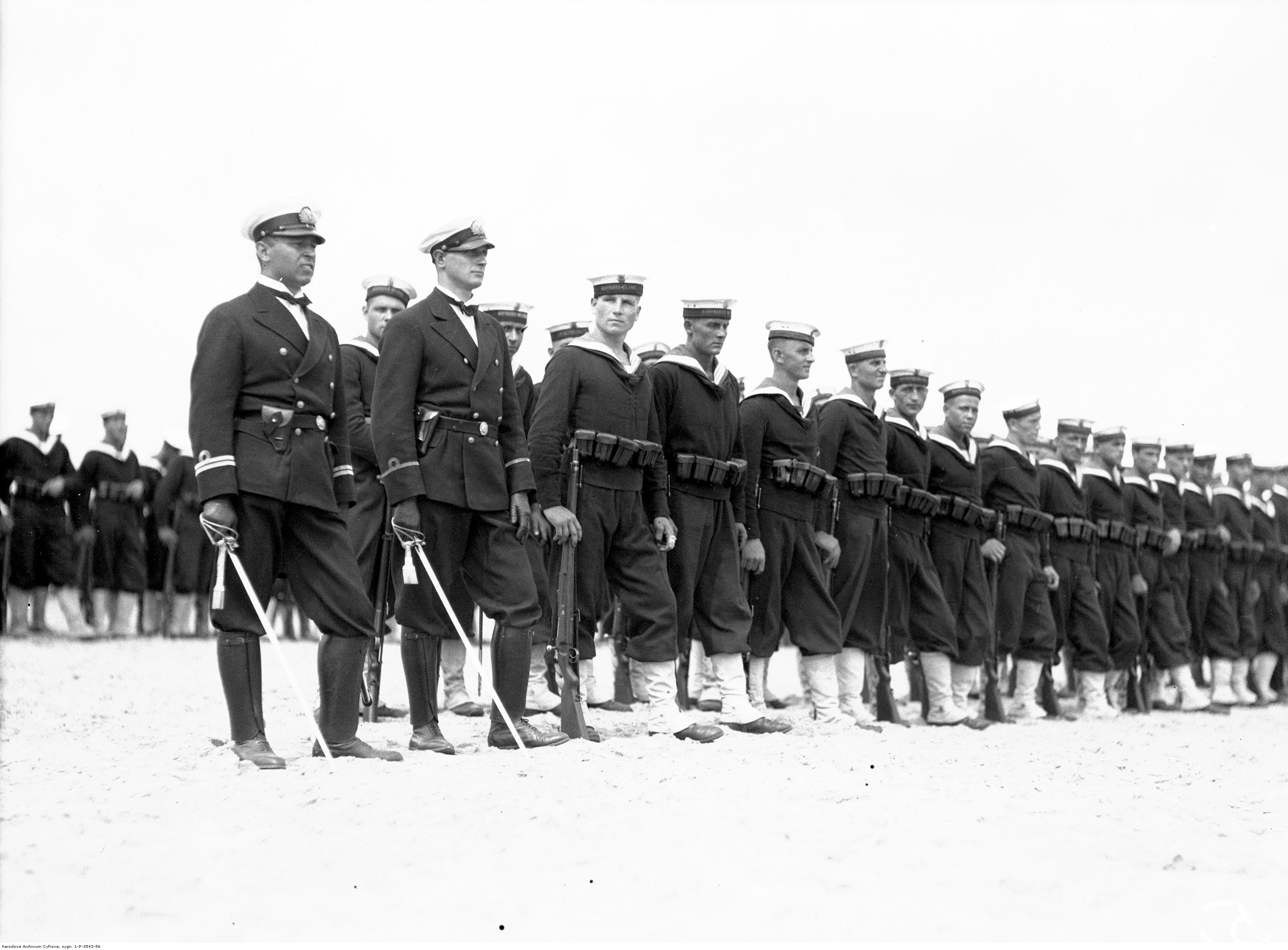
Święto Morza w Gdyni 1932 – oddział Marynarki Wojennej

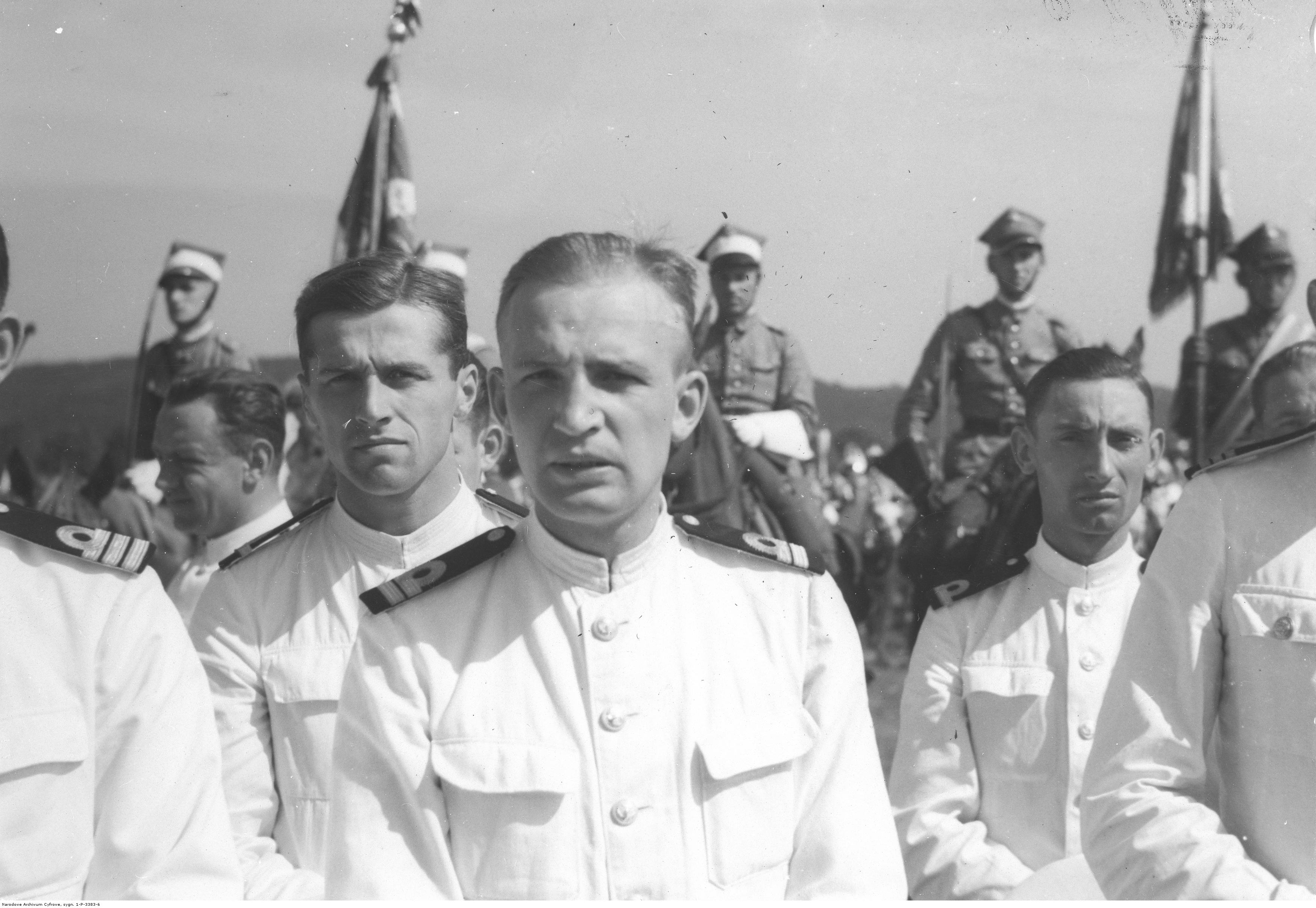
Święto Żołnierza w Wejherowie 1938 – przedstawiciele marynarki wojennej podczas mszy św.

W 1920 wprowadzono pierwszy w Polsce odrębny mundur marynarskiZ braku polskich wzorów, przyjęto model ubioru marynarki brytyjskiej, na którym wzorowały się floty wojenne większości państw. Barwą zasadniczą stała się granatowa i biała ze złotymi dystynkcjami i guzikami.
W skład umundurowania oficerów marynarki początkowo wchodziły:
- czapka okrągła (w lecie biała) z czarnym otokiem, daszkiem i podpinką oraz haftowanym emblematem
- kurtka granatowa z kołnierzem wykładanym, z oznakami stopni ze złotej taśmy na rękawach i złotymi guzikami z wizerunkiem kotwicy na tle krzyża kawalerskiego
- spodnie długie (w lecie białe)
- surdut salonowy z dwoma rzędami guzików
- płaszcz z naramiennikami o dwu rzędach guzików
- kurtka biała, płócienna
- trzewiki czarne i żółte lub białe do spodni letnich, czarne kamasze
- koszula biała z czarnym krawatem
- czarny pas służbowy i rękawiczki brązowe

Na mundur szeregowców składała się:
- okrągła czapka bez daszka z czarną wstążką na otoku ze złotym napisem „Marynarka Wojenna” lub nazwą okrętu albo formacji, z metalowym orzełkiem ozdobionym złotą kotwicą na tarczy
- bluza granatowa sukienna z dużym kołnierzem granatowym, na który przypinano drugi niebieski płócienny, obszyty potrójną białą taśmą, spięty czarnym krawatem
- długie spodnie sukienne granatowe
- płaszcz sukienny, a od 1930 na kurtka zimowa
- trzewiki czarne

Do 1928 oficerowie marynarki nie mieli ubioru galowego. Czuli oni duży dyskomfort przy spotkaniach z oficerami zagranicznych flot, kiedy to obowiązywały ustalone zasady morskiego obyczaju. Występowanie polskich oficerów w ubiorze powszednim w czasie spotkań oficjalnych było oceniane jako brak znajomości zwyczajów morskich lub traktowane jako prowokacja i wymagało ze strony polskich dowódców odpowiednich wyjaśnień.
W 1927 przyznano oficerom pałasz. W styczniu 1928 wszedł w użycie mundur galowy z czarnym kapeluszem i złotymi epoletami ozdobionymi frędzlami lub bulionami przy surducie. W 1936 ubiór oficerów marynarki wzbogacono o strój wieczorowy. Był to półfrak i frak granatowy, kamizelka frakowa, półfrak biały, długie spodnie ze złotymi lampasami do półfraka i fraka, koszula frakowa z granatową muszką, peleryna granatowa, nowy pas paradny, sznury naramienne dla oficerów flagowych, ordynansowych i adiutantów.

## Mundur lotniczy

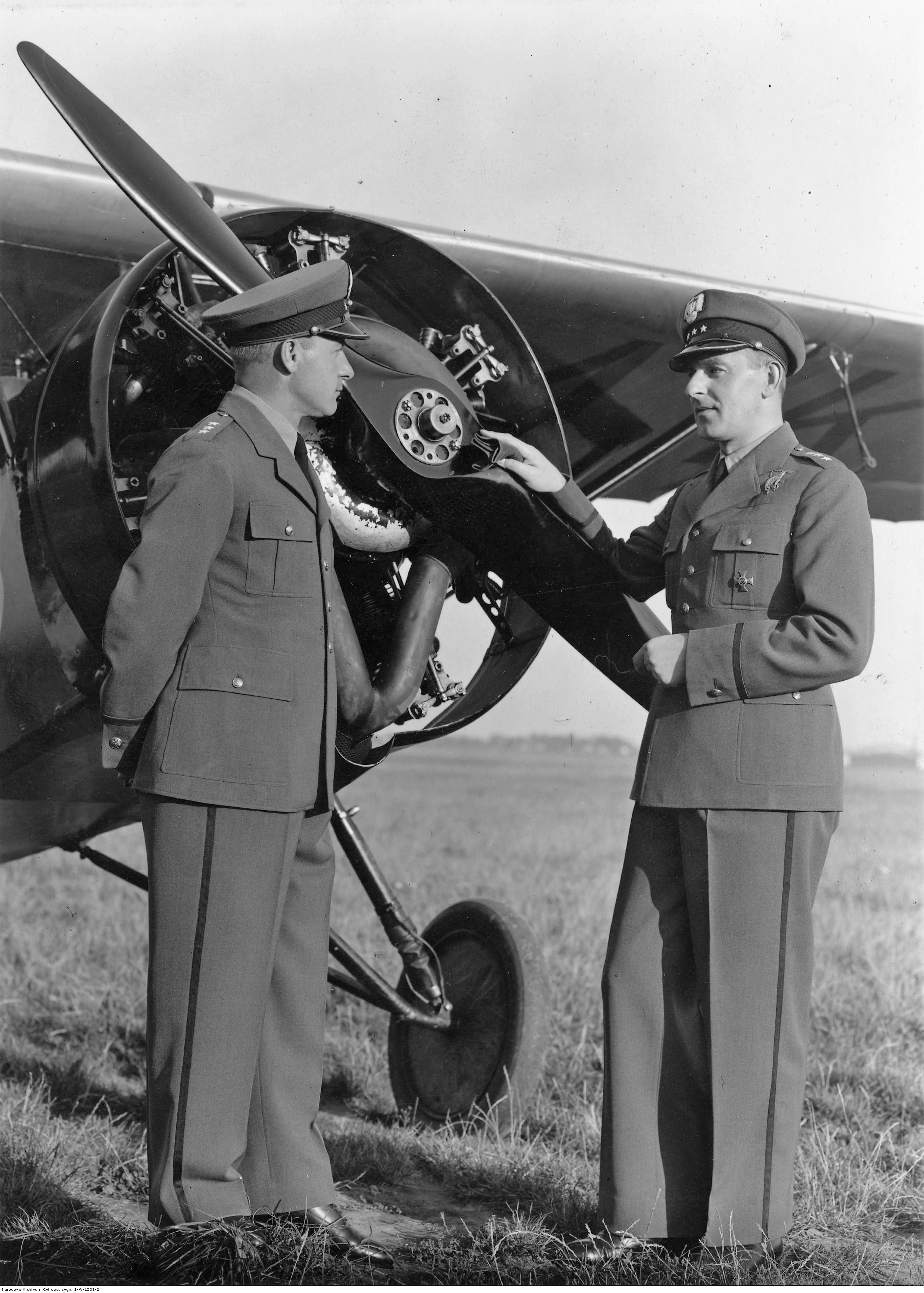
Mundury polskich lotników 1936

30 maja 1936 Minister Spraw Wojskowych, generał dywizji Tadeusz Kasprzycki „wprowadził dla żołnierzy lotnictwa nową barwę munduru stalowo-niebieską oraz nowe typy niektórych przedmiotów umundurowania”. Nakryciem głowy stała się czapka okrągła z czarnym otokiem, z czarną podpinką i czarnym daszkiem bez okucia. Do prac na lotnisku używano munduru specjalnego z czarnym beretem. Oficerowie, chorążowie i starsi podoficerowie lotnictwa otrzymali kurtki z kołnierzami wykładanymi, noszone z koszulą i krawatem. Spodnie długie z wąskim czarnym lampasem, a na mankietach rękawów – czarna taśma. Używano też płaszcza dwurzędowego z kołnierzem wykładanym i pelerynę sukienną. Kurtka skórzana przysługiwała wyłącznie personelowi latającemu. Obuwie stanowiły czarne trzewiki i półbuty, a do jazdy konnej i w czasie współpracy na ziemi z innymi rodzajami wojsk, buty długie i bryczesy. Do ubioru służbowego używano pasów czarnych, a do ubioru wieczorowego pasów z czarnej jedwabnej taśmy. Szeregowi mieli szaro-niebieskie czapki okrągłe, a mundur i płaszcz kroju ogólnowojskowego. Lotnictwa posiadało siedem typów ubiorów noszonych w różnych okolicznościach i w odpowiednich zestawach.
Razem z mundurem wprowadzono też nowe godło – orzełka żołnierzy lotnictwa. Dotychczasowy ogólnowojskowy uzyskał obramowanie dwu skrzydeł husarskich. Orły haftowane dla kadry i metalowe dla szeregowców noszono na czapkach garnizonowych. Charakterystyczną ozdobą lotniczych mundurów były metalowe znaki specjalności noszone nad lewą górną kieszenią kurtki.
Minister Spraw Wojskowych zezwolił oficerom i podoficerom zawodowym na noszenie umundurowania nowego typu „przy wystąpieniach indywidualnych poza szeregami oraz w biurach” od dnia 30 maja 1936. Obowiązek noszenia umundurowania nowego typu został określony dla oficerów i podoficerów zawodowych od dnia 1 kwietnia 1938 począwszy, a dla uczniów szkół podchorążych zawodowych od nowego szkolnego 1936/1937. „Do tego czasu dozwolone było donaszanie przedmiotów umundurowania starego typu, z wyjątkiem płaszczy gabardynowych i przeciwdeszczowych różnych typów. Nie wolno było nosić jednocześnie części przedmiotów umundurowania nowego i starego typu”.

## Mundur formacji pancernych
Od czasu utworzenia korpusu osobowego oficerów broni pancernej wprowadzono z początkiem 1937 ujednolicone, odrębne umundurowania dla żołnierzy wszystkich formacji pancernych. Ubiór polowy składał się z czarnego beretu wz. 37, przy czym załogi wozów bojowych nosiły także hełmy stalowe typu francuskiego ze skórzanym amortyzatorem zamiast daszka. W skład ubioru wchodziła dwurzędowa czarna kurtka skórzana wz. 36 (lub płaszcz dla oficerów), która wyłożona była czarnym suknem z odejmowanymi naramiennikami oraz długie spodnie ze spinaczami i sznurowane trzewiki. Oficerowie nosili spodnie-bryczesy i długie buty. Dla załóg wozów bojowych przewidziano również drelichowe kombinezony koloru khaki z dwiema kieszeniami zwany „opończą”. Pas główny dla oficerów z koalicyjką i pistoletem, brązowe rękawiczki (dla oficerów skórzane) sukienne lub wełniane dla szeregowych. Załogi wozów bojowych posiadały rękawice skórzane z długimi mankietami, podobnie jak kierowcy wszystkich pojazdów mechanicznych. Na okres zimowy przewidziany był kożuszek i futrzane spodnie.

Ubiór służbowy stanowiły:
- dwurzędowa czarna kurtka ze skóry chromowej (lub półpłaszcz wz. 36 dla oficerów i podchorążych) z wykładanym kołnierzem z czarnego sukna i takimiż odejmowanymi naramiennikami
- długie spodnie ze spinaczami i trzewiki (dla oficerów spodnie bryczesy i długie buty), pas główny (dla oficerów z szelką naramienną–koalicyjką)
- rękawice skórzane dla oficerów, a sukienne lub wełniane dla szeregowych.

Ubiory wyjściowy i galowy odpowiadały takim samym mundurom innych rodzajów broni. Na czapkach garnizonowych żołnierze broni pancernych mieli pomarańczowe otoki, a na kołnierzach pomarańczowo-czarne proporczyki.

## Orzełki, odznaki, oznaki

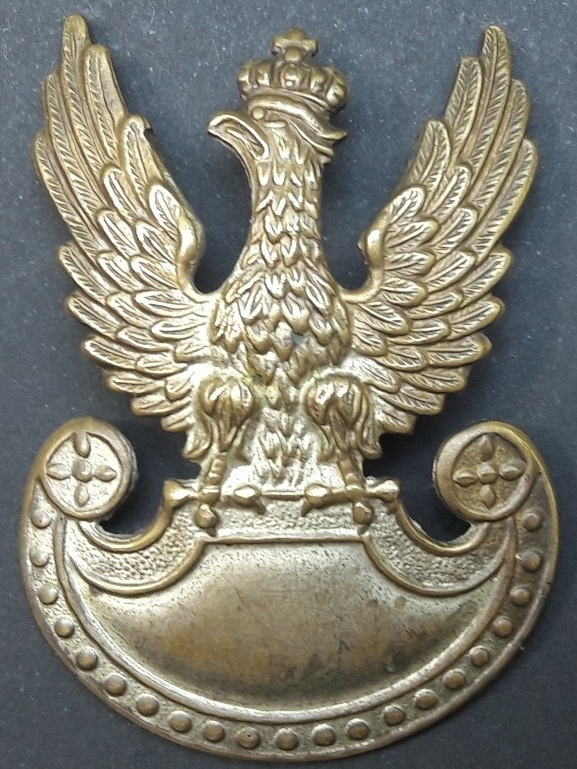
Orzełek na czapkę wojska II RP

### Orzełki
Wprowadzone w 1919 godło wojskowe wykonywane było w prywatnych wytwórniach i orzełki często różniły się kształtem głowy, ułożeniem piór, ustawieniem łap na tarczy itp. Z zamiaru bicia numerów pułków na tarczy amazonek wzorem armii Królestwa Polskiego zrezygnowano oficjalnie 1928, a nieoficjalnie donaszano zapasy jeszcze do 1939.
W 1933 godło ujednolicono, poprawiono rysunek i opracowano nowe warunki techniczne wykonania.
Orły metalowe o wymiarach 50 × 43 mm noszono na czapkach garnizonowych, kapeluszach podhalańskich i huculskich, a także często na czapkach polowych.
Od 1922 mniejsze godło noszono na furażerkach. Na hełmach francuskich wz. 1915 noszono metalowe orły przykręcane do przedniej części dzwonu, a na typie wz.31 malowano białą farbą. Po 1930 godła na hełmach używał jedynie oddział zamkowy. Był to orzeł podwójnej wielkości, grubo srebrzony. Żołnierze tego oddziału wyróżniali się ponadto godłem państwowym wysokości dwu i pół centymetra na naramiennikach kurtek i płaszczy w latach 1920–1928 i od 1937 do 1939.
Na beretach i czapkach polowych godła wyszywano szarobiałą nicią na podkładkach barwy nakrycia głowy.
Małe orły bez tarczy, nałożone na łapki mundurów i kołnierze kurtek polowych były oznaką generałów i oficerów Sztabu Głównego, a od 1928 oficerów dyplomowanych w sztabach na stanowiskach od dowódcy pułku wzwyż. Godło było też wytłoczone na metalowych guzikach wszystkich żołnierzy wojsk lądowych i lotnictwa.

### Odznaczenia
Sposób noszenia odznaczeń polskich i obcych na mundurze ustalono po raz pierwszy w 1921. Ordery polskie klas komandorskich noszono na szyi o 1 cm wyżej nad obcymi, pozostałe na lewej piersi. Wstążka przypięta była 5 cm powyżej górnej kieszeni kurtek oficerskich lub 5 cm poniżej kołnierza kurtek żołnierskich. Mogły być noszone w 1 lub 2 rzędach, umieszczone obok siebie na szerokości 15 cm. Zamiast orderów i odznaczeń można było nosić baretki wysokości 1 cm naszyte na czarnej aksamitnej podkładce. Nawet przy noszeniu tylko baretek, obowiązywało zawsze noszenie pełnego Orderu Virtuti Militari.Zasada ta w praktyce nie zawsze była przestrzegana. Kolejność ich noszenia zmieniała się kilkakrotnie.
Od 1929 na płaszczach, a od 1936 też na sukiennych pelerynach noszono wstążki Orderu Virtuti Militari i Krzyża Walecznych. Przeciągano je przez trzecią od góry dziurkę płaszcza i przyszywano pod kątem 45°.

### Odznaki
W wojsku II Rzeczypospolitej kładziono duży nacisk na umocnienie przywiązania do macierzystego pułku. Celowi temu służyły odznaki pamiątkowe, barwy pułkowe oraz numery, inicjały i oznaki specjalne na naramiennikach lub na kołnierzu. Żołnierze jednostek liniowych mieli obowiązek noszenia numerów porządkowych lub liter swoich pułków lub samodzielnych batalionów. Numery noszone przez kadrę zawodową były haftowane nićmi srebrnego szychu, do 1936 podoficerów tłoczone były z białego metalu, szeregowców malowane farbą olejną barwy żółtej. Później podoficerów starszych były haftowane, a szeregowych metalowe. Od początku lat dwudziestych, zamiast numerów na naramiennikach, umieszczano na pagonach inicjały honorowych szefów pułków. Była to inicjatywa własna pułków, nawiązująca do tradycji wojska z XVIII w., która zyskała później sankcję prawną. JP (Józef Piłsudski) w 1 pułku szwoleżerów, 41. i 66. pułkach piechoty. 8 pułk ułanów używał inicjałów „JP” pod koroną (Józef Poniatowski).
Kilka jednostek, zamiast numerów lub inicjałów nosiło na naramienniku emblematy. Żołnierze 77 pułk piechoty nosili „Żmudzińskiego niedźwiadka”, kotwica przysługiwała żołnierzom morskich batalionów strzelców, morskiemu dywizjonowi żandarmerii i 9 morskiemu dywizjonowi artylerii przeciwlotniczej.
W sumie inicjały i emblematy na naramiennikach do 1930 nosiły dwa pułki kawalerii, trzy pułki piechoty, 1 dywizjon artylerii konnej im. Józefa Bema i formacje lądowe marynarki wojennej. W latach trzydziestych inicjały otrzymało dalszych piętnaście pułków piechoty, trzynaście pułków kawalerii i cztery pułki artylerii.
Od 1936, w związku z potrzebą ochrony tajemnicy wojskowej, numerację oddziałów pozostawiono wyłącznie przy mundurze służbowym w pułkach piechoty, kawalerii i artylerii lekkiej. Pozostawiono jedynie litery w batalionach technicznych: mostowym „M”, elektrotechnicznym „E”, silnikowym „S”, dywizjonach pociągów pancernych „P”, dywizjonach samochodowych „K” i pułku radiotelegraficznym „R”.
Szeregowi i podoficerowie służby czynnej otrzymali do tego ubioru nasuwki z numerem lub inicjałami nakładane na naramienniki, a zdejmowane przy wyjściu w pole.
Stosowano również emblematy na kołnierze. Nawiązywały one do nazw jednostek, pochodzących od regionu stacjonowania bądź miejsca formowania oraz symboli dawnych oddziałów z lat I wojny światowej i powstania wielkopolskiego, których tradycje dziedziczono. Były to: trąbki strzeleckie, orły i gryfy, cyfra „4”.Prawa do noszenia półksiężyca z gwiazdą mieli żołnierze 1 szwadronu 13 puł, w którym służyli zamieszkali na Wileńszczyźnie Tatarzy.
Na prawej piersi munduru noszono m.in. następujące odznaki: Odznaka Grenadierska; Państwowa Odznaka Sportowa.

### Oznaki stopni wojskowych
Pierwsza Komisja Ubiorcza, wraz ze wzorem munduru polowego, opracowała w 1919 system oznak stopni wojskowych. Nawiązywały one do tradycji wojska dawnej Rzeczypospolitej i doby powstań narodowych. Dla oficerów posiadały barwę srebrzystą. Były noszone na rękawach kurtek i płaszczy, na czapkach garnizonowych, kapeluszach i beretach, na naramiennikach kurtek i płaszczy oraz na mankietach kurtek marszałków Polski i generałów. Urzędnicy wojskowi nosili oznaki jak oficerowie, z tą różnicą, że zamiast gwiazdek posiadali rozetki kwadratowe umieszczone na kołnierzu.

Naramiennik starszego sierżanta

W 1920 szeregowi i podoficerowie otrzymali prawo nałożenia oznak na otoki czapki wykonanych z tasiemki karmazynowej. Po wprowadzeniu w kawalerii barwnych otoków, galony karmazynowe stały się niewidoczne. Dystynkcje zmieniono na granatowe. 1 stycznia 1927 oznaki stopni podoficerskich zmieniono po raz kolejny na galony srebrnometalowe z karmazynowymi krawędziami. Ostatecznie sprawa oznak stopni uregulowana została na krótko przed wojną. Wykonywano je z galonu białometalowego oksydowanego na kolor starego srebra szerokości 10 mm z karmazynowym obramowaniem lub haftowane srebrną nicią metalową. Oznaki podchorążych pozostały srebrne. Układ galonów sierżantów i starszych sierżantów na naramiennikach uzyskał formę kątów identyczną jak na czapkach.

### Oznaki służbowe
Do oznak służbowych zaliczano sznury naramienne, oznaki za służbę zawodową podoficerów, oznaki szeregowych orkiestr wojskowych i trębaczy oraz oznaki specjalności. Z tych ostatnich, naszywanych lub haftowanych na rękawach mundurów, zrezygnowano w latach dwudziestych. Do 1930 pozostały „smok” i „hełm rycerski” czołgów i pociągów pancernych, do 1936 oznaka lotnicza i balonowa i do 1939 odznaka dobrego i bardzo dobrego celowniczego ciężkich karabinów maszynowych.
Sznury naramienne, nazywane też akselbantami, wprowadzono do ubioru wojskowego w 1919 jako „odznaka gotowości do spełniania rozkazu”. Żołnierze nosili też sznury strzeleckie, sznury służbowe (żandarmeria), sznury do gwizdków itp.
Po śmierci Józefa Piłsudskiego, w jednostkach, które nosiły jego imię, wprowadzono oznakę żałobną. Był to czarny bawełniany i jedwabny sznurek przyszywany dookoła lewego naramiennika kurtki i płaszcza. Oznaka stosowana była w 1 pułku szwoleżerów, 41. i 46 pułku piechoty oraz w Korpusie Kadetów nr 1, a od 1938 również w pułkach 1 Dywizji Piechoty Legionów.
W 1920 wprowadzono oznakę honorową za czas pobytu na froncie. Był to srebrny galon w kształcie kąta prostego. Noszono go na prawym rękawie kątem do góry.

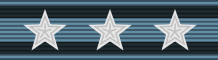
Odznaka za trzy rany lub kontuzje

Żołnierze, którzy odnieśli rany lub kontuzje podczas walk po 1 listopada 1918 lub w czasie I wojny światowej w składzie formacji polskich, otrzymali prawo nałożenia odznaki w formie wąskiej naszywki w barwach wstążki Orderu Virtuti Militari. Srebrne gwiazdki oznaczały ilość ran lub kontuzji. Noszono ją na lewej piersi kurtki powyżej odznaczeń.Prawo do noszenia odznaki mieli wszyscy, którzy odnieśli rany lub kontuzje podczas walk po 1 listopada 1918 i w czasie I wojny światowej w składzie formacji polskich.
Frontowi żołnierze mieli też prawo nosić na prawym rękawie munduru odznakę honorową za czas pobytu na froncie. Wykonana była ona z galonu srebrnego w kształcie kąta prostego o ramionach długości 3 cm naszywano na rękawie 15 cm poniżej ramienia, kątem do góry. Za każde sześć miesięcy pobytu na froncie w formacjach polskich w latach I wojny światowej i po 1 listopada 1918 przysługiwała jedna naszywka.
Na kołnierzach kurtek, płaszczy i peleryn noszone były oznaki służbowe. Oficerowie służby naukowo-oświatowej nosili miecz na tle słońca, oficerów budownictwa – godło służby, oficerowie korpusu kontrolerów – rózgi liktorskie, oficerowie służby geograficznej – globus itp. Oznaki służbowe nosili też majstrzy wojskowi i szeregowi niezawodowi. Lirę nosili też szeregowi orkiestr wojskowych. Oficerowie dyplomowani sztabu 21, 22 i 16 DP nosili na łapce obok wizerunku przysługującego im godła pułkowego również emblematy dywizji.

## Broń boczna
W Wojsku Polskim reaktywowano zwyczaj noszenia białej broni bocznej. W 1921 ustalono wzór szabli dla oficerów. Noszenie bagnetu zostało zabronione. Noszono ją na paradach, defiladach, wartach honorowych, przy występowaniu konno i w służbie garnizonowej. Podczas pełnienia służby garnizonowej noszono również pistolet przy prawym boku. Szablę noszono w żabce lub na rapciach przy pasie głównym.
Od 1 maja 1924 oficerowie nosili szable do ubioru polowego i garnizonowego w żabce przy pasie głównym, a na rapciach przy ubiorze codziennym i galowym. W ubiorze pozasłużbowym, występując w płaszczu, szablę nosić należało na rapciach pasa głównego, który był zapięty na kurtce, a rękojeść wystawała na zewnątrz przez otwór w lewej kieszeni płaszcza. W czasie jazdy na rowerze lub motocyklu szabla winna była być przytroczona do kierownicy. Od obowiązku noszenia szabli zwolnieni byli oficerowie lotnictwa i formacji pancernych. Nosili oni na rapciach krótkie sztylety.
Ponadto bez szabli mogli występować oficerowie inwalidzi lub przebywający na leczeniu w szpitalach i sanatoriach po uzyskaniu, zaświadczenia lekarskiego stwierdzającego stałą lub czasową niezdolność do jej noszenia. W czasie pobytu w miejscowościach uzdrowiskowych również obowiązywało noszenie szabli z wyjątkiem dalszych wycieczek w góry. W związku z obowiązkiem noszenia szabli przez oficerów wojsk lądowych odrębny typ tej broni otrzymali również oficerowie marynarki wojennej wraz ze specjalnym pasem z czarnej morowej wstęgi. Szablę marynarską należało nosić w celach reprezentacyjnych i w służbie garnizonowej. W innych wypadkach obowiązywało noszenie sztyletu marynarskiego. W 1927 prawo noszenia kordzika (sztyletu) nabyli podoficerowie czołgów i lotnictwa od stopnia sierżanta wzwyż. Chorążowie nosili kordziki tak samo, jak oficerowie. W związku z wprowadzeniem w 1928 salonowego pasa oficerskiego białą broń boczną należało nosić na ozdobnych rapciach pod kurtką przy pasku od spodni. Odpinało się szablę lub kordzik wraz z rapciami.
W 1928 zniesiony został obowiązek stałego noszenia szabli na ulicy, w teatrach, lokalach publicznych, w czasie podróży oraz podczas pełnienia służby w biurach. Na przedstawieniach galowych w teatrach i uroczystych akademiach obowiązywał strój wieczorowy oraz biała broń boczna na rapciach pod kurtką. Od 1932 oficerowie, podoficerowie zawodowi i podchorążowie rezerwy pułku artylerii motorowej, pułku i dywizjonów artylerii przeciwlotniczej oraz wojsk samochodowych nosili kordziki, a od 1935 oficerowie i podoficerowie 1 pułku artylerii najcięższej. Podoficerowie nadterminowi i służby czynnej, uczniowie szkół podchorążych rezerwy oraz szeregowcy obowiązani byli do ubioru służbowego nosić bagnet w żabce.